# Ваза-Хох
Ваза́-Хох (осет. Уазай хонх, Уазайы хох) — горная вершина в Северной Осетии, в системе Скалистого хребта. Расположена в междуречье рек Хазнидон и Урух. Высота горы достигает 3529 м.

## Этимология
Название, по одной из версий, переводится с осетинского как «сложная вершина». Согласно другому предположению, в основе первой части название лежит имя Ваза.